# Гимназия № 73 «Ломоносовская»
«Ломоносовская гимназия», гимназия № 73 — Государственное общеобразовательное учреждение Выборгского административного района г. Санкт-Петербург. Образована в 1979 году. За все время существования перенесла многочисленные изменения. В 1992 году присвоено звание «Ломоносовская гимназия». К 2009 году в гимназии обучаются 880 учащихся, работают 89 человек, из них 62 педагога.

## История[2]
- 1979 — Открытие восьмилетней школы № 73. Формирование педагогического и ученического коллективов.
- 1979—1987 — Создание учебно-методического комплекса школы.
- 1988—1989 — Преобразование восьмилетней школы в среднюю. Победы в конкурсах «Лучший учитель года», «Лучший классный руководитель года».
- 1989—1990 — Школа принимает зарубежных гостей — участников «Каравана мира» (роспись на здании школы).
- 1990—1991 — Создание концепции становления Ломоносовской гимназии. Формирование системы обучения старшеклассников исследовательским навыкам посредством тьюторских групп.
- 1992—1993 — Работа педагогического лектория по повышению профессионального мастерства (творческие встречи с учеными и преподавателями вузов Санкт-Петербурга). Школе № 73 приказом Комитета по образованию присвоен статус «Ломоносовская гимназия». Проведение первых Ломоносовских чтений. Формирование традиций гимназии: Ломоносовские чтения, Конференции УНИО, посвящение 5-классников в члены УНИО.
- 1994—1995 — Гимназия — участник Международных образовательных программ (г. Манчестер, Англия), член ассоциации инновационных учреждений образования.
- 1996 — Гимназия — коллективный член Международного Ломоносовского фонда. Комитетом по образованию Санкт-Петербурга присвоен статус школы-лаборатории.
- 1997—1998 — Победа в конкурсе «Школа года России».
- 1998, июль — 1 место во Всероссийском конкурсе «Организация учебного процесса, научно-методической и экспериментальной работы в школе».
- 1999—2001 — По качеству организации учебного процесса Ломоносовская гимназия дважды подряд входила в список ста лучших школ России журнала «Карьера» (27-е место среди гимназий в 2000 и 11-е место в 2001 году)[3]. Победа в городской ярмарке педагогических идей и проектов в номинации «Научно-методические разработки». Опубликована «Концепция воспитательной системы».
- 2003—2004 — Победа в городском смотре-конкурсе краеведческих объединений, посвященном 300-летию Санкт-Петербурга". 1 место на Всероссийском конкурсе «Воспитательные системы образовательных учреждений».
- 2005 — Победитель VI городского конкурса детских объединений «Юные за возрождение Петербурга».
- 2006 — Кириленко И. А. — «Лучший учитель» в рамках Приоритетного Национального Проекта «Образование». Смирнова Е. А. — лауреат премии Правительства Санкт-Петербурга «Лучший классный руководитель Санкт-Петербурга». Ресурсный центр Администрации Выборгского района Санкт-Петербурга.
- 2007 — Гимназия — победитель конкурса образовательных учреждений, внедряющих инновационные образовательные программы в рамках Приоритетного национального проекта «Образование»[4].
- 2007 — Золотарева Л. Н., Мчедлова С. А. получили звание «Лучший учитель» в рамках Приоритетного Национального Проекта «Образование». Гмиро Л. В. — лауреат премии Правительства Санкт-Петербурга «Лучший классный руководитель Санкт-Петербурга».
- 2008 — Гимназия вошла в число 100 лучших образовательных учреждений Национальной образовательной программы «Интеллектуально- творческий потенциал России», присвоено звание «Лидер инновационного образования». Гимназия становится партнёром Общественного Института Развития Школ (ОИРШ). Маргевич Н. Н., Куузик Н. А., Субботина М. Ю., Лебедева Е. С. получили звание «Лучший учитель года» в рамках Приоритетного Национального Проекта «Образование». Пензина В. А. лауреат премии Правительства Санкт-Петербурга «Лучший учитель Санкт-Петербурга». Учреждение грантов лучшим ученика и классным руководителям гимназии. Учреждение диплома «Золотой фонд гимназии» лучшим ученикам гимназии.
- 2009 — Учреждение диплома «Золотой фонд» гимназии лучшим ученикам, и представителям родительской общественности гимназии.
- 2010 — Учреждение герба гимназии[5].

## Учебный процесс
Уже в конце 1980-х годов, когда от школ ожидалась подготовка учащихся по определённой программе, школа № 73 стала одной из первых, где сформировалась полипрофильная система обучения: учеников готовили по трём разным моделям:
- «исследователь-энциклопедист» — с ориентацией на точные науки: математику, физику, информатику
- широкий естественнонаучный профиль: физика, химия, естествознание
- «гуманитарий-краевед» — с упором на гуманитарные дисциплины[6]

В гимназии разработан спецкурс «Основы исследовательской деятельности учащихся» (второе издание подготовлено издательским домом «Амфора»). Начиная с 3 класса, гимназисты изучают наследие Ломоносова и других знаменитых писателей, художников и педагогов. В гимназии проводятся традиционные Ломоносовские чтения. Позже часть учеников поступает в учебное научно-исследовательское общество, курируемое сотрудниками музея Ломоносова. Члены общества пишут исследовательские работы, становятся призёрами российских и международных литературных олимпиад. Авторы работ проходят процесс академической защиты, подобный принятому при получении учёных степеней, перед жюри, в состав которого входят учёные и сотрудники ведущих вузов Санкт-Петербурга; всего в 2011 году исследования проводились в семи предметных секциях. Почти все выпускники гимназии поступают в высшие учебные заведения.
В 2011 году сразу шесть учеников гимназии включены в международный рейтинговый список «Золотая тысяча мира».